# Web日記
Web日記（ウェブにっき）は、主に個人がWWW上で不特定多数に公開する日記の総称。